# Saario
Saario är ett finländskt släktnamn. I slutet av år 2021 hade 1183 människor namnet Saario som släktnamn. Bland annat namnet Öhman har förfinskats till Saario. Finskspråkig ord saari betyder ö på svenska. År 1921 skyddades namnet Saario i Finskhetsföbundet så att personer utanför släkten kan inte byta namn till Saario.
Det finns också en by i Finland med namnet Saario i landskapet Norra Karelen.

## Personer med efternamnet Saario
- Esa Saario (född 1931), skådespelare
- Juha Saario (född 1981), fotbollsspelare
- Martti Saario (1906–1988), ekonom
- Seppo Saario (s. 1938), företagschef och författare
- Sulo Saario (1906–1985), fotbollsspelare
- Teemu Saario, Chebaleba (född 1987), rap- och reggaeartist
- Tiina Saario (född 1982), fotbollsspelare
- Timo Saario (född 1961), kantor och organist
- Voitto Saario (1912–2001), President i Helsingfors hovrätt
- Ulla Eho-Saario (född 1959), kantor och organist
- Väinö Saario (1942–1996), riksdagsledamot